# Вопросы безопасности Большого адронного коллайдера

Схема расположения Большого адронного коллайдера

Некоторые специалисты, а также простые граждане, поднимают вопросы по безопасности Большого адронного коллайдера. Эти вопросы имеют заметный резонанс в средствах массовой информации.

## Основная критика и антикритика

### Основная критика
Некоторые специалисты и представители общественности высказывают опасения, что существует вероятность выхода проводимых в коллайдере экспериментов из-под контроля и развития цепной реакции, которая при определённых условиях теоретически может уничтожить всю планету. Из-за подобных настроений БАК иногда расшифровывают как Last Hadron Collider («Последний адронный коллайдер»). Аргументы скептиков, сомневающихся в безопасности БАК, изложены на соответствующих сайтах. Многие ученые считают недостаточно обоснованным обзор безопасности CERN «Review of the Safety of LHC Collisions» группы безопасности (LHC safety assessment group (LSAG)), представленной физиками-теоретиками Джоном Эллисом (John Ellis), Джианом Гуидче (Gian Giudice), Микеланджело Мангано (Michelangelo Mangano), Игорем Ткачёвым и Урсом Видеманном (Urs Wiedemann), и требуют прекратить эксперименты на коллайдере и рассмотреть все аспекты безопасности экспериментов на коллайдере независимой междисциплинарной комиссией.
В связи с опасностью экспериментов на БАК наиболее часто упоминается теоретическая возможность появления в коллайдере микроскопических чёрных дыр, а также теоретическая возможность образования сгустков антиматерии и магнитных монополей с последующей цепной реакцией захвата окружающей материи.
Английский физик-теоретик Эдриан Кент опубликовал научную статью с критикой норм безопасности, принятых CERN, поскольку ожидаемый ущерб (то есть произведение вероятности события на число жертв) является, по его мнению, неприемлемым.

### Основная антикритика
В качестве основных аргументов в пользу необоснованности катастрофических сценариев приводятся ссылки на то, что Земля, Луна и другие планеты постоянно бомбардируются потоками космических частиц с гораздо более высокими энергиями.
Такие природные частицы, энергии которых эквивалентны (и даже на порядки выше) энергиям на БАК, обнаруживают в космических лучах (см.: Зэватрон).
Часто в качестве гарантии безопасности упоминается успешная работа ранее введённых в строй коллайдеров RHIC и Теватрон. Но концентрация протонов и тяжелых ионов в БАК будет на порядок выше, чем в этих ускорителях. Поэтому коллайдеры, подобные LHC, могут представлять глобальную опасность, как реакционные системы, генерирующие уже не единичные явления, а экстремальные процессы, отсутствующие в земных условиях.
Возможность образования микроскопических чёрных дыр не отрицается специалистами CERN, однако при этом заявляется, что в нашем трёхмерном пространстве такие объекты могут возникать только при энергиях, на 16 порядков больших энергии пучков в БАК. Гипотетически микроскопические чёрные дыры могут появляться в экспериментах на БАК в предсказаниях теорий с дополнительными пространственными измерениями. Такие теории пока не имеют каких-либо экспериментальных подтверждений. Однако, даже если чёрные дыры будут возникать при столкновении частиц в БАК, предполагается, что они будут чрезвычайно неустойчивыми вследствие излучения Хокинга и будут практически мгновенно испаряться в виде обычных частиц. И для того, чтобы это произошло, микродыра должна разрастись до большого размера.
Указанные в критике теоретические возможности были рассмотрены специальной группой CERN, подготовившей соответствующий доклад, в котором все подобные опасения признаются необоснованными. По их расчётам максимальная верхняя оценка вероятности катастрофического сценария на БАК составляет 10−31.

## Страпельки

### Критика
Элементарные частицы, состоящие из «верхних», «нижних» и «странных» кварков, и даже более сложные структуры, аналогичные атомным ядрам, обильно производятся в лабораторных условиях, но распадаются за время порядка 10−9 с. Это обусловлено гораздо большей массой странного кварка по сравнению с верхним и нижним. Вместе с тем существует гипотеза, что достаточно большие «странные ядра», состоящие из примерно равного количества верхних, нижних и странных кварков, могут быть более стабильными. Дело в том, что кварки относятся к фермионам, а принцип Паули запрещает двум одинаковым фермионам находиться в одном и том же квантовом состоянии, вынуждая частицы, «не успевшие» занять низкоэнергетичные состояния, размещаться на более высоких энергетических уровнях. Поэтому если в ядре имеется три разных сорта («аромата») кварков, а не два, как в обычных ядрах, то большее количество кварков может находиться в низкоэнергетических состояниях, не нарушая принципа Паули. Такие гипотетические ядра, состоящие из трёх сортов кварков, и называются страпельками.
Предполагается, что страпельки, в отличие от обычных атомных ядер, могут оказаться устойчивыми по отношению к спонтанному делению даже при больши́х массах. Если это верно, то страпельки могут достигать макроскопических и даже астрономических размеров и масс.
Предполагается также, что столкновение страпельки с ядром какого-нибудь атома может вызывать его превращение в странную материю, которое сопровождается выделением энергии. В результате во все стороны разлетаются всё новые страпельки, что теоретически может приводить к цепной реакции.

### Антикритика
Коллайдер не представляет сколько-нибудь новой по сравнению с предшествующими ускорителями опасности, поскольку энергии столкновения частиц в нём на порядки выше, чем те, при которых могут эффективно образовываться ядра (будь то обычные или страпельки). Так что если бы страпельки могли возникать в БАК, они бы в ещё больших количествах возникали и в релятивистском ускорителе тяжёлых ионов RHIC, поскольку количество столкновений там выше, а энергии ниже. Но этого не происходит.

## Образование кротовых нор
По информации издания New Scientist, профессор, д. ф.-м. н. Ирина Арефьева и член-корреспондент РАН, д. ф.-м. н. Игорь Волович полагают, что этот эксперимент может привести к появлению кротовых нор, которые при некоторых условиях создают гипотетическую возможность путешествий во времени. Они считают, что протонные столкновения могут породить пространственно-временны́е «кротовые норы».
Противоположных взглядов придерживается заведующий отделом НИИ ядерной физики МГУ д. ф.-м. н. Эдуард Боос, отрицающий возникновение в коллайдере макроскопических чёрных дыр, а следовательно, «кротовых нор» и путешествий во времени.

## Судебные иски
21 марта 2008 года в федеральный окружной суд штата Гавайи (США) был подан иск Уолтера Вагнера (англ. Walter L. Wagner) и Луиса Санчо (англ. Luis Sancho), в котором они, обвиняя CERN в попытке устроить конец света, требуют запретить запуск коллайдера до тех пор, пока не будет гарантирована его безопасность. Вскоре иск отклонили.
26 августа 2008 года группа европейских учёных [каких?] обратилась в Европейский суд по правам человека, иск также был отклонён. По их мнению, при моделировании этих процессов может возникнуть отличная от нуля вероятность выхода экспериментов из-под контроля и развития цепной реакции, которая теоретически будет способна уничтожить Землю. При этом  наиболее часто упоминалась возможность появления микроскопических черных дыр с последующим захватом ими окружающей материи.